# Attentat de 1986 d'une discothèque de Berlin-Ouest
L'attentat de 1986 d'une discothèque de Berlin-Ouest survient le 5 avril 1986 lorsque trois personnes sont tuées et 229 blessées lors d'un attentat à la bombe dans la discothèque La Belle, dans la localité de Friedenau (qui faisait alors partie de Schöneberg, et depuis 2001 de l'arrondissement fusionné de Tempelhof-Schöneberg) de Berlin-Ouest. Le lieu de divertissement est couramment fréquenté par les soldats américains,, deux des morts et 79 des blessés étant des américains.
La Libye est accusée par le gouvernement américain d'avoir parrainé l'attentat, avant que le président américain Ronald Reagan n'ordonne des frappes de représailles sur Tripoli et Benghazi en Libye dix jours plus tard. L'opération est largement considérée comme une tentative d'assassinat du colonel Mouammar Kadhafi. Cependant, à la suite de l'attentat, cette affirmation est accueillie avec un scepticisme généralisé. En 1987, Manfred Ganschow, le chef de l'équipe ouest-allemande enquêtant sur l'attentat, déclare qu'il n'y a aucune preuve pointant vers la Libye, une croyance qui est corroborée par de nombreuses agences de renseignement en Europe à l'époque, selon un rapport de la BBC. En 2001, à la suite d'un procès allemand de quatre ans, souvent décrit comme "trouble" et entaché par ce que le tribunal appelle une "volonté limitée" des gouvernements américain et allemand de partager des preuves, il est constaté que l'attentat a été "planifié par le Service de renseignement libyen (en) et l'ambassade de Libye" mais Kadhafi est exonéré de toute responsabilité.